# Малонакаряково
Малонакаря́ково (рос. Малонакаряково, башк. Кесе Нәкәрәк) — присілок у складі Мішкинського району Башкортостану, Росія. Адміністративний центр Староарзаматовської сільської ради.
Населення — 454 особи (2010; 519 у 2002).
Національний склад:
- марійці — 52 %
- росіяни — 27 %